# Henricia polyacantha
Henricia polyacantha är en sjöstjärneart som beskrevs av Fisher 1906. Henricia polyacantha ingår i släktet Henricia och familjen krullsjöstjärnor. Inga underarter finns listade i Catalogue of Life.